# Азербайджано-испанские отношения
Азербайджано-испанские отношения — двусторонние отношения между Азербайджаном и Испанией в политической, экономической, культурной и иных сферах.

## Дипломатические отношения
Испания признала независимость Азербайджана 31 декабря 1991 года. Дипломатические отношения между странами установлены 11 февраля 1992 года.
Посольство Азербайджана в Испании открыто 11 марта 2005 года.
Посольство Испании в Турции одновременно является посольством Испании в Азербайджане. 5 мая 2014 года открыто представительство Испании в Баку.
В парламенте Азербайджана с 5 декабря 2000 года действует двусторонняя межпарламентская рабочая группа. Руководителем группы является Севиль Микаилова.
В парламенте Испании действует межпарламентская рабочая группа.
В 1995 году в городе Нью-Йорк состоялась первая встреча Президента Азербайджана Гейдара Алиева с Премьер-министром Испании Фелипе Гонсалесом. В 1995—1996 годах были организованы официальные встречи министерств иностранных дел.
В ноябре 2024-года премьер-министр Испании Педро Санчес посетил Баку с целью принять участие на саммите мировых лидеров COP29.

## Договорно-правовая база
Между сторонами подписано 10 документов, в том числе:
- Конвенция об избежании двойного налогообложения на доходы и имущество и предотвращении уклонения от уплаты налогов (25.02.2014)[7]
- Соглашение о сотрудничестве в области культуры, образования и науки (28.11.2012)[8]

## Экономические отношения
Начиная с конца 1990-х годов начинается внедрение испанского капитала в нефтяной сектор Азербайджана.
Испанская компания Repsol занимается разведкой нефти в Азербайджане. Доля компании Repsol в международном консорциуме по освоению нефтяного месторождения Кюрдаши составляет 5 %.
В 2003 году, за январь-июнь объем внешней торговли между Испанией и Азербайджаном составил 264,3 млн долларов США, из которых 241,3 млн долларов США пришлось на долю экспорта сырой нефти из Азербайджана в Испанию.
Согласно данным Государственного комитета по статистике Азербайджанской Республики, в 2010 году товарооборот с Испанией составил 192 миллиона долларов (178,5 миллионов из них приходится на экспорт из Азербайджана).
В ноябре 2010 года правительствами двух государств было подписано соглашение об избежании двойного налогообложения.
В 2011 году в Баку было открыто представительство одной из ведущих риэлторских компаний Испании «Runiga Properties».
В 2010-2011 годах между правительствами двух государств были подписаны соглашения о сотрудничестве в области воздушного сообщения, о поощрении и защите взаимных инвестиций, о сотрудничестве в сфере телекоммуникации и культуры.
Структура экспорта Азербайджана: смазочные масла.
Сотрудничество между Азербайджаном и Испанией осуществляется в таких областях, как архитектура, транспортная инфраструктура, машиностроение, энергетика, торговля, образование.

### Товарооборот (тыс. долл)
| Год  | Экспорт Азербайджана | Импорт Азербайджана | Сумма товарооборота |
| ---- | -------------------- | ------------------- | ------------------- |
| 2020 | 329 270,32           | 98 089,65           | 427 359,97          |
| 2021 | 564 436,23           | 81 379,26           | 645 815,49          |
| 2022 | 1 008 998,16         | 94 782,34           | 1 103 780,5         |
| 2023 | 785 367,76           | 103 138,35          | 888 506,11          |
| 2024 | 163 696,23           | 146 175,95          | 309 872,18          |

## Международное сотрудничество
Международное сотрудничество между двумя странами осуществляется в рамках международных организаций, членами которых он являются.
Испания поддерживает позицию Азербайджана в Европейском Союзе (ЕС) в рамках стратегии «Восточного партнерства».
Планируется дальнейшее расширение сотрудничества в рамках программы НАТО “Партнерство во имя мира”.

## Культурные связи
Культурные связи между двумя странами были установлены ещё в 70-80-х годах XX века. В 1980 году по инициативе Азербайджанского общества дружбы с народами зарубежных стран в Мадриде была организована выставка «Живопись и прикладное искусство Азербайджана». В 1987 году данное общество было преобразовано в Общество по связям с соотечественниками за рубежом «Ветен».
Сотрудничество осуществлялось, главным образом, по инициативе общества «Испания – СССР». В конце 1980 – начале 1990-х годов в Испании появилась пресса на азербайджанском языке (журнал «Деде Коркут» Общества друзей Азербайджана в Мадриде). Началось осуществление переводов образцов классической  азербайджанской литературы на испанский язык.
В сентябре 2020 года в Барселоне при поддержке Государственного комитета по работе с диаспорой Азербайджана был открыт «Дом Азербайджана».
Количество азербайджанцев, проживающих на территории Испании, составляет приблизительно 300 человек. Большая часть азербайджанцев входит в четыре организации, функционирующие в таких городах Испании, как Мадрид, Барселона, Аликанте и Валенсия.